# Peter Kaempfe
Peter Kaempfe (* 1955 in Flensburg) ist ein deutscher Schauspieler, Hörspiel- und Hörbuchsprecher.

## Leben
Peter Kaempfe studierte von 1974 bis 1978 Schauspiel in Hannover. Er hatte Engagements in Hamburg, München und Tübingen und war Mitbegründer verschiedener Theatergruppen, so unter anderem der Bremer Shakespeare Company und 1991 vom Theater Aus Bremen (TAB), das bis 2004 über 2500 Vorstellungen innerhalb und außerhalb Deutschlands spielte. Danach war er gastweise an Theatern in Deutschland und der Schweiz zu sehen. 2008 gehörte Kaempfe in der Rolle des Hombre zur Premierenbesetzung des Musicals Der Schuh des Manitu am Berliner Theater des Westens, das bis Ende Mai 2010 lief. 2013 und 2014 spielte er dort in dem Stück Gefährten den Arthur. 2015 inszenierte er gemeinsam mit Gabriele Blum eine Fassung von Hamlet im Monbijou Theater in Berlin.
Abgesehen von einigen Abstechern vor Film- und Fernsehkameras ist Peter Kaempfe hauptsächlich als Sprecher tätig. Bekannt ist seine Stimme aus zahlreichen Fernsehdokumentationen, aus unzähligen hoch- und niederdeutschen Hörspielen und diversen Hörbüchern, häufig von Sagen und biblischen Themen handelnd. Von 2001 bis 2014 war Kaempfe Station Voice des Nordwestradios, eines gemeinsamen Hörfunkprogramms des Norddeutschen Rundfunks und Radio Bremens.

## Filmografie
- 1980: Falsche Bilder
- 1981: Kopfschuß
- 1981: Der Traum vom Glück
- 1995: Stubbe – Von Fall zu Fall – Stubbes Erbschaft
- 1996: Wartezeit
- 1997: Großstadtrevier – Der Mann mit der Maske
- 2000: Hotel Elfie – Leichte Jungs, schwere Jungs
- 2000: Lieb mich!
- 2000–2001: Verbotene Liebe (14 Folgen als Rainer Zimmermann)
- 2001: Ein Fall für zwei – K.O.-Girls
- 2001: St. Angela (2 Folgen als Knösel)
- 2002: Das Duo – Tod am Strand
- 2002: Verrückt nach Paris
- 2007: Küstenwache – Alles hat seinen Preis
- 2013: Tatort – Hexentanz
- 2015: Antenna (Kurzfilm)

## Hörspiele (Auswahl)
- 1986: Rebellion in Koldenkarken – Regie: Frank Grupe
- 1988: Falsche Paarung – Regie: Gottfried von Einem
- 1990: Vertell wat vun fröher – Regie: Hans Helge Ott
- 1990: In der Einsamkeit der Baumwollfelder – Regie: Gerhard Willert
- 1991: Die Schrumpfmarie – Regie: Christian Gebert
- 1992: De hillige Jens – Regie: Hans Helge Ott
- 1993: Doktor De Soto – Regie: Charlotte Niemann
- 1993: Daniel – Der kindliche Held – Regie: Gottfried von Einem
- 1994: Waffen erlaubt – Regie: Holger Rink
- 1995: Mein wunderbares Schattenspiel (6 Teile) – Regie: Holger Rink
- 1996: Nachtstück – Regie: Hans Helge Ott
- 1996: För een Ei un een Budderbrot – Regie: Wolf Rahtjen
- 1997: Der Gewitterkoffer – Regie: Gottfried von Einem
- 1997: Der besonders bunte Berg – Regie: Gottfried von Einem
- 1997: Du warst ganz und gar in Ordnung – Regie: Christiane Ohaus
- 1998: Wie Kater Zorbas der kleinen Möwe das Fliegen beibrachte – Regie: Christiane Ohaus
- 1999: Eine Reise in den Süden – Regie: Christiane Ohaus
- 2000: Lanzelot der Zweite – Regie: Christiane Ohaus
- 2000: Stopp!! – Regie: Hans Helge Ott
- 2001: Der Weihnachtsmann in Not – Regie: Armin Diedrichsen
- 2001: Alfa, Beta, Gamma – Omikron – Regie: Jochen Schütt
- 2001: De Penner un de Präsident – Regie: Jochen Schütt
- 2001: Der letzte Schneeball trifft – Regie: Hans Helge Ott
- 2002: Der Sinusknoten – Regie: Hartwig Tegeler
- 2003: Nich mit mi! – Regie: Dirk Böhling
- 2004: De ole Villa – Regie: Hans Helge Ott
- 2004: Madame Ka – Regie: Christiane Ohaus
- 2004: Der Goldene Kompass – Regie: Achim Schmidt-Carstens
- 2005: Mullworpsdörp – Regie: Jochen Schütt
- 2005: Jümmer Matthes – Regie: Ilka Bartels
- 2006: Ünner den Melkwoold – Regie: Hans Helge Ott
- 2007: Aus dem Leben eines unglücklichen Mannes – Regie: Sven Stricker
- 2007: Die Passion des Personalbeauftragten – Regie: Christiane Ohaus
- 2008: Miesel und die Gruselgrotte – Regie: Hans Helge Ott
- 2008: Tod eines Tauchers – Regie: Norbert Schaeffer
- 2009: Die Unsichtbare – Regie: Christiane Ohaus
- 2010: Mann, Hermann! – Regie: Hans Helge Ott
- 2010: De Fru in'n Daak – Regie: Hans Helge Ott
- 2011: Kolumbus op de Hallig – Regie: Hans Helge Ott
- seit 2012: Düsse Petersens – Regie: Hans Helge Ott
- 2012: Das Geräusch der Schlüssel – Regie: Hans Gerd Krogmann
- 2012: Kipper – Regie: Hans Helge Ott
- 2012: Der Sandmann im Ohr – Regie: Andrea Getto
- 2013: Das Geld – Regie: Christiane Ohaus
- 2013: Onno Viets und der Irre vom Kiez – Regie: Wolfgang Seesko
- 2014: Tiedenwessel – Regie: Hans Helge Ott
- 2014: Die Schatzinsel – Regie: Hans Helge Ott
- 2015: Das Grab der kleinen Vögel – Regie: Sven Stricker

## Hörbücher (Auswahl)
- 2006: Das Sterben in Wychwood von Agatha Christie
- 2006: Voll fies verzaubert von Debi Gliori
- 2006: Wild wüst weitergezaubert von Debi Gliori
- 2007: Locker lässig losgezaubert von Debi Gliori
- 2007: Alter schützt vor Scharfsinn nicht von Agatha Christie
- 2011: Die Wanze von Paul Shipton
- 2014: Der Drache hinter dem Spiegel von Ivo Pala, Sauerländer audio, Berlin
- 2015: Silas von Cecil Bodker, Sauerländer audio, Berlin
- 2015: Die 7 magischen Klabauterknoten: Pikkofintes erste Reise von Jan von der Bank
- 2015: Das kleine Kaninchen, das Einschlafen möchte von Carl-Johan Forssén Ehrlin
- 2016: Das Schnurpsenbuch von Michael Ende
- 2016: Das Seelenleben der Tiere: Liebe, Trauer, Mitgefühl – erstaunliche Einblicke in eine verborgene Welt von Peter Wohlleben
- 2016: Die furchtlosen Zwei – Keilerei auf Bahnsteig 3 von Joachim Friedrich
- 2016: Die kleinen Wilden lassen nicht locker von Jackie Niebisch
- 2016: Evolution: eine kurze Geschichte von Mensch und Natur von Josef H. Reichholf
- 2016: Sagenhafte Ritter von Ralph Erdenberger
- 2017: Wir leben alle unter demselben Himmel: die 5 Weltreligionen für Kinder von Manfred Mai
- 2017: Abenteuer mit Ungeheuer von Daniela Drescher
- 2017: Animox – das Heulen der Wölfe von Aimée Carter
- 2017: Archie Greene und der Fluch der Zaubertinte von D.D. Everest
- 2017: Der liebste Papa der Welt! und andere Geschichten von Susanne Lütje
- 2017: Die magische Flaschenpost: Pikkfintes zweite Reise von Jan von der Bank
- 2017: Sagenhafte Wikinger von Jürgen Rath
- 2017: Von Martin Luthers Wittenberger Thesen von Meike Roth-Beck
- 2018: Abenteuer mit Ungeheuer von Daniela Drescher
- 2018: Animox – Das Auge der Schlange von Aimée Carter
- 2018: Animox – Die Stadt der Haie von Aimée Carter
- 2018: Archie Greene und das Buch der Nacht von D. D. Everest
- 2018: Das geheime Netzwerk der Natur von Peter Wohlleben
- 2018: das Liebesleben der Tiere von Katharina von der Gathen
- 2018: Der kleine Elefant, der so gerne einschlafen möchte: die neue Einschlafhilfe für Ihr Kind von Carl-Johan Forssén Ehrlin
- 2018: Die kleinen Wilden und das oberste Mammutgericht von Jackie Niebisch
- 2018: Die Schneekönigin von Hans Christian Andersen
- 2018: Die spannendsten griechischen Sagen von Dimiter Inkiow
- 2018: Die Welt der Fabelwesen von Frank Schwieger
- 2018: Dr. Brumm fährt Zug & Dr. Brumm geht wandern von Daniel Napp
- 2018: Dr. Brumm feiert Geburtstag & Dr. Brumm auf Hula Hula von Daniel Napp
- 2018: Dr. Brumm feiert Weihnachten & Dr. Brumm versteht das nicht von Daniel Napp
- 2018: Dr. Brumm steckt fest & Dr. Brumm geht baden von Daniel Napp
- 2018: Ein Rentier kommt selten allein: unser Jahr mit dem Weihnachtsmann von Friedbert Stohner
- 2018: Erwin, der Angler von Michael Rabel
- 2018: Evolution von Jan Paul Schutten
- 2018: Frau Löwin will auf Reisen gehen von Christine Merz
- 2018: Geheimnisse der Natur : Phänomene in Garten, Wald und Wiese beobachten und verstehen von Peter Wohlleben
- 2018: Griechische Helden von Dimiter Inkiow
- 2018: Griechische Sagen für Kinder von Dimiter Inkiow
- 2018: Johannes Gutenberg und das Werk der Bücher von Christine Schulz-Reiss
- 2018: Mozart und die Schwerelosigkeit der Musik von Konrad Beikircher
- 2018: Sagenhafte Entdecker von Ralph Erdenberger
- 2018: Sagenhafte Piraten von Ralph Erdenberger
- 2018: Sagenhaft: Rom und Ägypten von Ralph Erdenberger
- 2018: Und Marx stand still in Darwins Garten von Ilona Jerger
- 2018: Vier wie wir – die rasenden Schulschnecken von Joachim Friedrich
- 2018: Vier wie wir – retten die Schule von Joachim Friedrich
- 2019: Alexander von Humboldt oder Die Sehnsucht nach der Ferne von Volker Mehnert
- 2019: Das geheime Band zwischen Mensch und Natur: erstaunliche Erkenntnisse über die 7 Sinne des Menschen, den Herzschlag der Bäume und die Frage, ob Pflanzen ein Bewusstsein haben von Peter Wohlleben
- 2019: Der kleine Moritz und die Durcheinander-Woche von Carl-Johan Forssén Ehrlin
- 2019: Deutsche Heldensagen von Willi Fährmann
- 2019: Die abenteuerliche Reise des Mats Holmberg von Erik O. Lindström
- 2019: Die kleinen Wilden – neu entdeckte Mammutgeschichten von Jackie Niebisch
- 2019: Die sieben Weltwunder von Frank Schwieger
- 2019: Die unglaubliche Geschichte von der Riesenbirne von Jakob Martin Strid
- 2019: Dr. Brumm und der Megasaurus & weitere Geschichten von Daniel Napp
- 2019: Griechische Sagen & Fabeln von Dimiter Inkiow
- 2019: Leo Lausemaus : die Original-Reihe zur TV-Serie von Antje Seibel
- 2019: Wings of Olympus – Die Pferde des Himmels von Kallie George, Argon Verlag, Berlin
- 2020: Das Licht in der Laterne von Georg Dreißig
- 2020: Animox – Der Biss der schwarzen Witwe von Aimée Carter
- 2020: Der Fluch des Phönix von Aimée Carter
- 2020: Animox – Der Flug des Adlers von Aimée Carter
- 2020: Sagenhafte Erfindungen von Ralph Erdenberger
- 2020: Sagenhaftes Mittelalter von Ralph Erdenberger
- 2020: Crime Mysteries (Unbekannter Schriftsteller)
- 2021–2024: Die Erben der Animox – Teil 1–5 Aimée Carter

## Belege
1. 1 2 3  Porträt bei der Verlagsgruppe Random House, abgerufen am 1. November 2015
2. ↑  Peter Kaempfe bei musical1.de, abgerufen am 1. November 2015

| Personendaten    | Personendaten                                         |
| ---------------- | ----------------------------------------------------- |
| NAME             | Kaempfe, Peter                                        |
| KURZBESCHREIBUNG | deutscher Schauspieler, Hörspiel- und Hörbuchsprecher |
| GEBURTSDATUM     | 1955                                                  |
| GEBURTSORT       | Flensburg                                             |